# Peltre
Peltre település Franciaországban, Moselle megyében. Lakosainak száma 1803 fő (2022. január 1.). Peltre Jury, Ars-Laquenexy, Chesny, Mécleuves, Metz és Pouilly községekkel határos.

## Népesség
A település népességének változása:
| Lakosok száma | 884  | 1476 | 1487 | 1628 | 1844 | 1855 | 1856 | 1842 | 1830 | 1803 |
|               | 1968 | 1982 | 1990 | 2006 | 2013 | 2015 | 2017 | 2019 | 2020 | 2022 |